# Norden (Baixa Saxônia)
Norden é uma cidade da Alemanha localizada no distrito de Aurich, estado de Baixa Saxônia.